# Congrès de Poitiers
Le congrès de Poitiers est le 77e congrès ordinaire du Parti socialiste français qui se tient à Poitiers du 5 au 7 juin 2015.
Le congrès est organisé dans un contexte difficile pour le parti, après les défaites électorales des élections municipales et européennes en 2014 et départementales en 2015 et alors que la cote de popularité du président François Hollande est extrêmement basse.
L'objectif du congrès est globalement de fixer la ligne générale du Parti socialiste, tiraillée entre le social-libéralisme prôné par le gouvernement Valls et le socialisme démocratique des « frondeurs ». Il s'agit en outre de désigner une nouvelle direction à tous les échelons du parti : section locale, fédération départementale et instances nationales.

## Organisation

### Localisation
La ville de Poitiers est suggérée pour accueillir le congrès par le premier secrétaire Jean-Christophe Cambadélis lui-même. Des journalistes pensent que ce choix est motivé par le fait que la ville est une des rares grandes agglomérations de l'Ouest de la France à avoir été sauvée par le PS aux élections municipales. Poitiers se situe en outre à proximité géographique de La Rochelle, où est organisée chaque année l'université d'été du parti,,.

### Calendrier
Le calendrier général du congrès de Poitiers est le suivant :
- 6 février 2015, minuit : date limite de dépôt des contributions générales et thématiques ;
- 7 février 2015 : conseil national de préparation du congrès et d’enregistrement des contributions ;
- 11 avril 2015 : conseil national de synthèse, dépôt du texte des motions et des candidats (et des candidates) aux instances du parti (conseil national, commission nationale des conflits, commission nationale de contrôle financier) ;
- 21 mai 2015 : vote des adhérents et des adhérentes sur les motions ;
- 28 mai 2015 : vote des adhérents et des adhérentes sur le ou la premier(e) secrétaire ;
- 5, 6 et 7 juin 2015 : congrès national à Poitiers.

## Contexte
Après son élection en 2012, François Hollande fait le choix d'une politique qualifiée de  sociale-libérale, confirmée en 2014, après la défaite du PS aux élections municipales, par la nomination de Manuel Valls à Matignon. À l'occasion de ce remaniement, le premier secrétaire Harlem Désir — sous lequel le parti est jugé « sclérosé » — est nommé secrétaire d'État et est remplacé par Jean-Christophe Cambadélis.
L'orientation politique du gouvernement est contesté à l'Assemblée nationale par les députés dits « frondeurs » ainsi qu'à l'intérieur du parti, qui souffre de l'impopularité de l'exécutif avec des adhésions en net recul,.

## Contributions
27 contributions générales sont déposées au conseil national du 8 février 2015. Parmi les plus notables :
- « Unir pour faire vivre la République - Les chantiers de l'égalité » présentée par le premier secrétaire sortant Jean-Christophe Cambadélis.
- « Pour réussir » présentée par Martine Aubry, dont Jean-Christophe Cambadélis espère le soutien[9].
- « Inventer l'avenir » du « Pôle des réformateurs » (aile droite) avec Gérard Collomb et Christophe Caresche.
- « Notre puissance : unité et exemplarité » présentée par François Pupponi, Richard Ferrand et Olivier Dussopt.
- « Le choix de l'espoir » présentée par Laurent Baumel et les «  députés frondeurs », opposés à la ligne du gouvernement et regroupés au sein du collectif « Vive la gauche ! ». Elle regroupe l'ensemble des courants de l'aile gauche qui présentent leurs propres contributions :
  - « Le sursaut républicain, Un coup de jeune pour le socialisme ! » du courant « Maintenant la gauche » (Emmanuel Maurel, Jérôme Guedj, Marie-Noëlle Lienemann) ;
  - « L'optimisme de la volonté » présentée conjointement par les courants « Un Monde d'Avance » (Benoît Hamon, Henri Emmanuelli) et « Des idées et des rêves » (Aurélie Filippetti) ;
  - « Sauver le Parti socialiste ! Redistribuer les richesses d’abord » du courant « Démocratie et socialisme » (Gérard Filoche) ;
  - « La gauche ne doit pas mourir ! » des « Socialistes affligés » de Liêm Hoang-Ngoc.
- « Socialistes, écologistes et altermondialistes - Pour une société du Buen Vivir » du Mouvement Utopia.
- « L’écologie est l’avenir du socialisme ? CHICHE ! » présentée par le « Pôle écologique du PS ».
- « Oser la gauche citoyenne » présentée par Florence Augier.
- « Pour un nouveau pacte républicain » présentée par le Mouvement citoyen pour une nouveau pacte républicain.
- « L'avenir s'écrit maintenant » présentée par Juliette Méadel.
- « Une nouvelle voie ! De la République à l'éco-socialisme » présentée par Gaëtan Gorce.
- « Refondation » présentée par Michel Debout, André Chapaveire, Philippe Bassinet.
- « Avec Cohérence Socialiste, prenez parti ! » du courant Cohérence socialiste avec Karine Berger, Yann Galut, Valérie Rabault et Alexis Bachelay qui entendent se situer « entre ultra-légitimistes [au gouvernement] et frondeurs »[9].

Les membres du gouvernement, dont Manuel Valls lui-même, ne signent aucun texte.

## Motions et élection du premier secrétaire

### Motions déposées
Le 11 avril 2015, le conseil national entérine le dépôt de quatre motions :
- Motion A : « Le renouveau socialiste » dont le premier signataire est Jean-Christophe Cambadélis, premier secrétaire sortant. Cette motion est soutenue par le Premier ministre Manuel Valls, le président de l'Assemblée nationale Claude Bartolone, l'ancien Premier ministre Jean-Marc Ayrault ainsi que l'aile droite du PS (Gérard Collomb, Christophe Caresche) mais également Martine Aubry.
- Motion B : « À gauche pour gagner ! » dont le premier signataire est Christian Paul. Cette motion regroupe la gauche du PS : les « frondeurs » (Aurélie Filippetti, Laurent Baumel), les deux précédents courants « Maintenant la gauche » (Emmanuel Maurel, Marie-Noëlle Lienemann, Jérôme Guedj, Gérard Filoche) et « Un monde d'avance » (Benoît Hamon, Guillaume Balas, Pouria Amirshahi, Barbara Romagnan) ainsi que les socialistes du mouvement Utopia.
- Motion C : « Osons un nouveau pacte citoyen et républicain » dont la première signataire est Florence Augier avec le soutien des contributions Oser la gauche citoyenne et Mouvement pour un nouveau pacte républicain et  trois contributions thématiques (Démocratie, médias, handicape).
- Motion D : « La fabrique » dont la première signataire est Karine Berger. Cette motion, soutenue par des députés de « Cohérence socialiste » (Valérie Rabault, Yann Galut, Alexis Bachelay) veut se situer entre les deux premières.

### Vote des adhérents
| Motions            | Motions  | Titre                                         | Premier signataire         | Résultat | Résultat |
| Motions            | Motions  | Titre                                         | Premier signataire         | Voix     | %        |
| ------------------ | -------- | --------------------------------------------- | -------------------------- | -------- | -------- |
|                    | A        | Le renouveau socialiste                       | Jean-Christophe Cambadélis | 42 713   | 60,04 %  |
|                    | B        | À gauche pour gagner                          | Christian Paul             | 20 245   | 28,46 %  |
|                    | D        | La fabrique                                   | Karine Berger              | 6 756    | 09,5 %   |
|                    | C        | Osons un nouveau pacte citoyen et républicain | Florence Augier            | 1 426    | 02,0 %   |
|                    |          |                                               |                            |          |          |
| Inscrits           | Inscrits | Inscrits                                      | Inscrits                   |          | 100 %    |
| Votants            | Votants  | Votants                                       | Votants                    | 71 140   | 54,52%   |
| Abstentions        |          |                                               |                            |          |          |
| Blancs ou nuls     |          |                                               |                            |          |          |
| Suffrages exprimés |          |                                               |                            |          |          |

Le secrétaire national aux élections Christophe Borgel avait initialement annoncé 65 432 votants, mais le total des voix obtenus par les motions d'après les résultats donnés à Poitiers atteint 71 140.

### Élection du premier secrétaire
Avec environ 70 % des voix, le premier signataire de la motion A Jean-Christophe Cambadélis devance Christian Paul premier signataire de la motion B. Environ 60 000 militants ont pris part au vote, la participation étant moindre que pour le vote des motions. restant au niveau du score de sa motion, Christian Paul reconnait sa défaite dans la soirée du 28 mai et félicite la vainqueur. Il déclare :« Nous prendrons toute notre place dans l’action quotidienne du PS, conscients que les propositions de réformes que nous défendons pour les deux années à venir sont partagées par la majorité des socialistes ».

## Déroulé du congrès
Ralliée la motion A, Martine Aubry rejoint une motion conduite par Jean-Christophe Cambadélis proposant des inflexions notables de la politique économique du gouvernement. Signée par le ministre du budget Michel Sapin, elle promet une réforme fiscale : « Pour les ménages, nous souhaitons que le chantier de l’impôt citoyen soit engagé dès le projet de budget pour 2016 par un prélèvement à la source de l’impôt sur le revenu et une réduction de la CSG sur les premières tranches de revenus. Lisible pour le contribuable, cette première étape permettra de poser le socle du rapprochement entre l’impôt sur le revenu et la CSG ». Le texte demande une réforme d’ampleur du crédit d’impôt compétitivité emploi, le cœur du « pacte de responsabilité » de François Hollande, avec un ciblage du CICE :« Nous considérons qu’il convient de mieux cibler les dispositifs d’intervention pour les entreprises qui en ont un réel besoin [...], la recherche, l’innovation, la formation », ce que le gouvernement a toujours refusé jusqu’ici. Les signataires se disent « opposés à une nouvelle extension du travail du dimanche » sans préciser si le texte entérinait la réforme du travail du dimanche en débat dans la loi Macron ou s'y opposait.
Les animateurs des autres motions soulignent ces contradictions, Christian Paul jugeant que « Cette motion A est un paravent, le fruit de toutes les contradictions, juge le député , premier signataire de la motion B. Ce texte n’a aucune valeur. Les ministres désavouent tous les matins ce qu’ils ont signé. On entend en stéréo deux musiques totalement différentes. C’est un discours du Bourget bis. Pour le PS, c’est mortifère ». Pour la motion D, Karine Berger souligne les contradictions internes parmi les signataires « Certains dans la motion A disent publiquement qu'ils voteront contre le gouvernement si l'application du texte ne leur convenait pas », ciblant le député de la motion A Jean-Marc Germain, qui affirme : « Je reste frondeur. Si cette ligne n’est pas suivie, s’il n’y a pas de contreparties au CICE, s’il n’y a pas de redéploiement en faveur de l’investissement public, si le travail du dimanche est étendu au-delà de ce qu’il est aujourd’hui, je ne voterai pas les textes. ».
Lors du vote des désignation des secrétaires fédéraux le 11 juin, le premier fédéral sortant de la fédération du Nord Gilles Pargneaux, proche de Martine Aubry est battu par une autre prétendante de la motion A, Martine Filleul, soutenue par son rival local et ministre Patrick Kanner.

## Nouvelle direction du parti
La liste des membres de la nouvelle direction est présentée lors du conseil national du 20 juin 2015,,.
La composition du secrétariat national reste assez stable par rapport au secrétariat sortant. Les proches de Martine Aubry y font leur retour, elle-même réintégrant le bureau national (qui sera réuni les lundis avant les groupes parlementaires le lendemain). On note également le retour de Julien Dray, chargé de la construction de l'« alliance populaire ». Les membres des motions B et D ne participent pas au secrétariat national : les premiers par choix, les seconds s'estimant lésés dans leur représentation aux élections régionales. Le « frondeur » Laurent Baumel a regretté un « revirement spectaculaire » entre Poitiers et le recours peu de temps après par le gouvernement à l'article 49.3 sur la loi Macron : « On a bien vu à travers toute cette séquence, la loi Macron, le 49.3, qu'on revenait à la politique d'avant, à l'orientation finalement plus libérale du gouvernement, et on s'est assis sur le congrès de Poitiers ». Jean-Christophe Cambadélis lui répond que « Le congrès est passé, une majorité s'est dégagée, elle fait aux alentours de 70 %, il y a une majorité et il y a une minorité. (...) On nous a demandé la clarification au Parti socialiste, elle a eu lieu, il faut savoir terminer un congrès. » Ce qui fait dira au quotidien Libération : « À ce stade, le PS n’a de solide que sa façade. »
Ainsi, autour du premier secrétaire, le secrétariat national compte environ 80 membres. Parmi cette direction quasi-paritaire (40 femmes et 38 hommes), on retrouve comme numéro deux Guillaume Bachelay (secrétaire national chargé de l'animation, l’expression et de la coordination des pôles). Rattachés directement au premier secrétaire, on trouve François Lamy (chargé des relations extérieures), Julien Dray (chargé de l’alliance populaire), Nicolas Bays (chargé du renouveau de la vie militante), Ericka Bareigts, chargée des Outre-Mer. Plusieurs autres secrétaires nationaux sont chargés de différents pôles : Christophe Borgel,(pôle « Animation, élections et vie du Parti »), Marie-Pierre de La Gontrie (pôle « République, citoyenneté »), Fabien Verdier, (pôle « Production et de répartition des richesses »), Laurent Dutheil, (pôle « Préparation de l’avenir »), Jean-Marc Germain, s(pôle « mondialisation, régulation, coopération »), Rachid Temal, (coordination et questions d’organisation), Claude Roiron, (droits des femmes), Luc Carvounas (relations avec le Parlement), Estelle Grelier, (pôle « Justice sociale et cohésion territoriale »).
Jean-François Debat est reconduit comme trésorier. Les porte-paroles sont également reconduits :  Juliette Méadel, Olivier Faure et Corinne Narassiguin.
Fin février 2016, Martine Aubry annonce le départ de ses proches du secrétariat national.